# Nikolai Volkoff
Josip Hrvoje Peruzović (Split, Croacia, 14 de octubre de 1947-Glen Arm, Maryland, Estados Unidos, 29 de julio de 2018), más conocido por su nombre en el ring Nikolai Volkoff, fue un luchador profesional croata-estadounidense conocido por su tiempo en la World Wrestling Federation (WWF). Aunque el personaje que Volkoff retrataba a menudo era un malvado ruso, Peruzović era originario de la antigua Yugoslavia en la vida real, en lo que hoy es Croacia.
En la década de 1970, fue Bepo del equipo en parejas The Mongols, uno de los enmascarados The Executioners y tuvo un feudo con Bruno Sammartino por el Campeonato Mundial Peso Pesado de la WWWF como Volkoff. En la década de 1980, era conocido por su equipo con The Iron Sheik, con quien ganó el Campeonato en Parejas de la WWF en el evento inaugural de WrestleMania, y más tarde con Boris Zhukov como The Bolsheviks.
En 1990, cambió a face y se convirtió en simpatizante de los Estados Unidos, teniendo un feudo brevemente con su excompañero Zhukov y el recién convertido en simpatizante iraquí, Sgt. Slaughter. En 1994, después de una pausa, regresó como un personaje indigente y desesperado, explotado por Ted DiBiase como el primer miembro de su The Million Dollar Corporation. Continuó luchando en varias promociones hasta su muerte en 2018.

## Primeros años
Peruzović creció en la República Socialista de Croacia, que entonces era parte de Yugoslavia. Sus padres fueron Iván Peruzović y Dragica Tomašević. Su hermano es el futbolista croata Luka Peruzović. A pesar de lo que a veces afirmaba, su segundo nombre real no era Nikolai sino Hrvoje, y el apellido de soltera de su madre no era Volkoff sino Tomašević. Estas inconsistencias arrojan dudas sobre su origen étnico y parecen indicar una etnia croata. Su abuelo materno Ante Tomašević fue campeón mundial en el estilo de lucha grecorromana a principios del siglo XX. Ante nació en Cetina, un pequeño pueblo cerca de Sinj, Croacia de padres croatas Stipe y Katerina en 1872.
Peruzović estuvo en el equipo de halterofilia de Yugoslavia hasta 1967, cuando emigró a Canadá después de un torneo de halterofilia en Viena, Austria. Recibió entrenamiento en Calgary de Stu Hart, seguido de su llegada a los Estados Unidos en 1970. Un compañero de origen croata interpretó al primer personaje Volkoff soviético en la lucha libre estadounidense. Steve Gobb, nacido como Gobrokovich, luchó como Nicoli Volkoff de la URSS en la década de 1960 antes de que Josip tomara al personaje.

## Carrera en lucha libre profesional

### Primeros años (1967-1970)
Mientras probaba suerte como luchador en Calgary, Alberta, en 1967, conoció al luchador Newton Tattrie, que luchaba para la promoción de lucha libre de Stu Hart Stampede Wrestling. Durante su gira de 1963-1968, Tattrie tomó a Peruzovic bajo su ala como protegido y entrenó al hombre de 315 libras que no hablaba inglés para convertirse en un luchador profesional y compañero de equipo. Cuando Tattrie dejó el territorio en 1968 para los Estados Unidos, Peruzovic se fue con él, trabajando en varios territorios para la National Wrestling Alliance, incluida NWA Detroit, la International Wrestling Association y la National Wrestling Federation.

### World Wide Wrestling Federation (1970-1971)

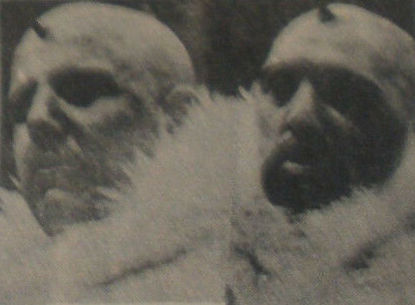
Volkoff (izquierda) como miembro de The Mongols.

En 1970 comenzó a luchar en la World Wide Wrestling Federation (WWWF) de Vince McMahon Sr. (actualmente conocida como WWE). Luchando como Bepo Mongol, dirigido por «Captain» Lou Albano y haciendo equipo con Tattrie (como Geeto Mongol) como The Mongols, capturó el Campeonato Internacional en Parejas de la WWF de manos de Tony Marino y Víctor Rivera el 15 de junio de 1970. Después de perder el título ante Luke Graham y Tarzan Tyler en un combate, más de un año después, que unificó el Campeonato Internacional en Parejas de la WWF y el Campeonato Mundial en Parejas de la WWWF, Peruzovic dejó la WWWF y pasó a la competencia individual bajo el nombre de «Nikolai Volkoff».

### Regreso a la WWWF (1974-1980)
En 1974, Volkoff regresó a la compañía y apareció en un partido memorable en un Madison Square Garden con entradas agotadas y luchó contra uno de los campeones más famosos del deporte, Bruno Sammartino. En 1976, adoptó una máscara y se convirtió en Executioner #3, el tercer miembro de The Executioners, junto con Executioner #1 (Killer Kowalski) y Executioner #2 (Big John Studd). Executioner #1 y #2 capturaron el Campeonato Mundial en Parejas, pero quedó vacante debido a la interferencia de su tercer miembro. Más tarde volvió al nombre de Volkoff. Durante este tiempo en la WWWF, se anunció que Volkoff era de Mongolia. Tuvo un feudo muy exitoso con Bruno Sammartino, que comenzó cuando Volkoff lo atacó durante un segmento de entrevista. Se agotaron las entradas en todo el noreste. Durante este tiempo, comenzó a triturar manzanas frescas con una mano como señal de lo que haría con sus oponentes. Más tarde tuvo un feudo con Bob Backlund durante el reinado de Backlund como Campeón Mundial Peso Pesado de la WWWF.

### American Wrestling Association; Mid-South; y Japón (1972-1984, 1989)
A fines de 1974, Volkoff se mudó a la American Wrestling Association (AWA) donde luchó bajo el nombre de Boris Breznikoff, dirigido por Bobby «The Brain» Heenan, básicamente usando el mismo gimmick con un nombre en el ring diferente. De 1977 a 1983 luchó en Japón para New Japan Pro-Wrestling y All Japan Pro Wrestling. En 1983, Volkoff luchó para «Cowboy» Bill Watts en Mid-South Wrestling. El 29 de octubre de 1989 regresó a AWA para una aparición de una noche cuando perdió ante Ken Patera.

### Segundo regreso a la WWF (1984-1990, 1992)

#### Trabajando en equipo con The Iron Sheik (1984-1987)

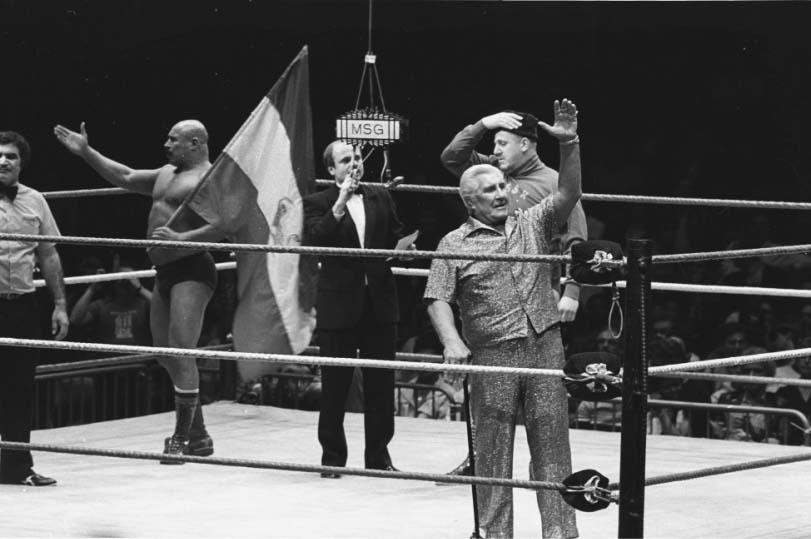
Volkoff con The Iron Sheik y su mánager, Freddie Blassie.

En julio de 1984, Volkoff regresó a la rebautizada WWF derrotando a S.D. Jones e hizo equipo con The Iron Sheik, con la pareja siendo dirigida por «Classy» Freddie Blassie. Fue en este punto que Volkoff comenzó a cantar el himno nacional de la Unión Soviética antes de cada combate, después de lo cual The Iron Sheik agarraba el micrófono y proclamaba «Iran number one! Russia number one!» («¡Irán número uno! ¡Rusia número uno!») antes de decir «USA» («Estados Unidos») y seguidamente escupir exageradamente, en orden para ganar aún más heat por ser heels extranjeros. El nuevo equipo de Volkoff y The Iron Sheik capturó el Campeonato en Parejas de la WWF del The U.S. Express (Mike Rotundo y Barry Windham) en el primer WrestleMania, el 31 de marzo de 1985, después de que Sheik noqueara a Windham con el bastón de Freddie Blassie. Después de perder el título de nuevo ante Rotundo y Windham tres meses después, Volkoff comenzó a luchar de veulta en la competencia individual. Se enfrentó a Hulk Hogan por el Campeonato Mundial Peso Pesado de la WWF en varias ocasiones en 1985 y 1986 (incluido un Flag match en Saturday Night's Main Event II en la Brendan Byrne Arena).
Volkoff también tuvo un feudo con Corporal Kirchner (un paracaidista del ejército en la vida real) a lo largo de 1985 y 1986, derrotándolo en un «combate por la paz» en el Saturday Night's Main Event IV. Su feudo terminó cuando Kirchner usó el bastón de Blassie para derrotar a Volkoff en WrestleMania 2 en otro Flag match durante la parte del evento en Chicago. En el otoño de 1986, el manager de Volkoff "Classy" Freddy Blassie vendió la mitad del interés en su stable de luchadores a Slick (kayfabe), dando a Slick los derechos de cogestión de Volkoff. Blassie también compartió los contratos de The Iron Sheik y Hercules. Esta era una historia que tenía como objetivo reducir el papel activo del anciano Blassie, quien finalmente se retiró en el otoño de 1986 a la edad de 68 años. Sheik y Volkoff tuvieron un feudo con el recién llegado a la WWF Jim Duggan durante la mayor parte de 1987, lo que incluyó un incidente en el que Duggan corrió hacia el ring y detuvo el canto del himno nacional soviético antes del combate de Sheik y Volkoff contra The Killer Bees en WrestleMania III (Sheik y Volkoff ganaron por descalificación cuando Duggan entró al ring mientras perseguía a Volkoff y luego golpeó al Sheik con su tabla de madera 2x4 mientras él tenía un Camel clutch sobre «Jumping» Jim Brunzell).

#### The Bolsheviks (1987-1990)
A finales de 1987, Volkoff hizo equipo con Boris Zhukov, otro supuesto ruso (en realidad un luchador estadounidense cuyo nombre real era James Harrell), para formar The Bolsheviks. Tuvieron un feudo con los recién llegados a la WWF, The Powers of Pain, perdiendo ante ellos en el SummerSlam inaugural en 1988, sin embargo, The Bolsheviks no obtuvieron el éxito como lo hizo la asociación de Volkoff con The Iron Sheik. Como perdieron la atención del público debido a muchas derrotas, finalmente perdieron a su mánager Slick y fueron utilizados como un equipo de relevo cómico perdiendo muchos combates ante The Bushwhackers. The Bushwhackers nunca obtuvieron ningún título juntos, y quizás se les recuerde mejor por haber sido derrotados en 19 segundos por The Hart Foundation en WrestleMania VI. Finalmente, en 1990, The Bolsheviks se separaron. Volkoff terminó públicamente la asociación antes de un combate en el que se enfrentó a Zhukhov y luego comenzó a cantar «The Star-Spangled Banner», el himno nacional de los Estados Unidos, provocando fuertes vítores de la audiencia y cambiando a face en el proceso.

#### Face(1990; 1992)
Poco tiempo después de la separación de The Bolsheviks, Volkoff cambió a face por primera vez en su carrera. Su gimmick era ahora el de un desertor reciente, se volvió muy pro-Occidente, lo que llevó a un feudo con Sgt. Slaughter, que tenía un papel de simpatizante iraquí y se asoció con el ex-The Iron Sheik, que recientemente había comenzado un gimmick iraquí bajo el nombre de Colonel Mustafa. Después de que el equipo de Volkoff derrotara al equipo de Slaughter en el evento Survivor Series de 1990 (Tito Santana fue el único superviviente), Volkoff dejó la WWF a finales de 1990. Hizo un breve regreso para competir en el Royal Rumble de 1992, así como para enfrentarse a Hercules en un combate de exhibición en un house show el 29 de enero en Lowell, Massachusetts.

### Varias promociones (1991-1994)
Después de dejar la WWF, Volkoff comenzó a competir en el circuito independiente. El 3 de mayo de 1991 derrotó a su excompañero en The Bolsheviks Boris Zhukov para la Trans World Wrestling Federation en Newington, Connecticut. El 8 de agosto de 1992 fue a Puerto Rico para luchar en el 19.º Aniversario del World Wrestling Council perdiendo ante The Patriot. El 4 de abril de 1993 luchó contra su excompañero, The Iron Sheik, a un doble conteo fuera en el evento Wrestling in the USA en Livingston, Nueva Jersey.

### Eastern Championship Wrestling (1992-1993)
En 1992 fue a la Eastern Championship Wrestling en Filadelfia, donde tuvo un feudo con Vladimir Markoff. El 2 de octubre, perdió ante el Campeón de ECW Don Muraco. Luego regresó a la ECW el 16 de octubre de 1993 cuando perdió ante Jimmy Snuka.

### Tercer regreso a la WWF (1993; 1994-1995)

#### Aparición de una noche (1993)
Regresó como un face para derrotar a Barry Horowitz en una grabación de WWF Superstars/All-American Wrestling el 6 de julio de 1993, en Wilkes-Barre, Pensilvania.

#### The Million Dollar Corporation y salida (1994-1995)

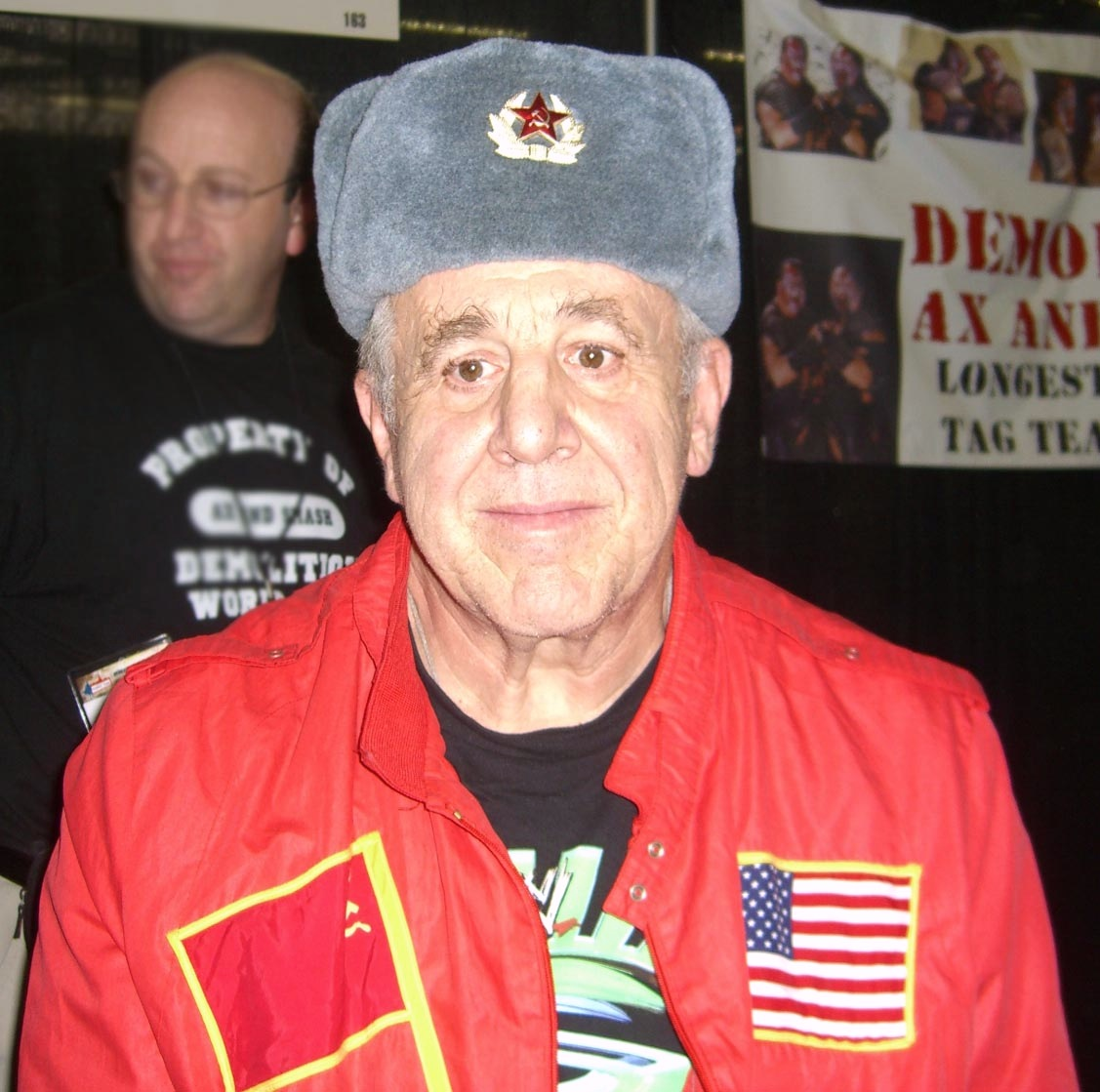
Volkoff en 2009.

El 1 de febrero de 1994, Volkoff comenzó un regreso a tiempo completo a la WWF, haciendo una aparición en el ring en una grabación de Superstars of Wrestling en White Plains, Nueva York durante un combate entre Diesel y Mike Moraldo. Durante los siguientes dos meses, Volkoff se mostró entre la multitud, hasta que finalmente se convirtió en un heel comprensivo al interpretar al sirviente de The Million Dollar Corporation de Ted DiBiase. En storyline, Volkoff había atravesado tiempos difíciles y se vio obligado a aceptar un trabajo para DiBiase y su nuevo stable. Como hombre bajo en el grupo, se vio obligado a luchar en combates que nadie más quería o enviado para «ablandar» a los oponentes de otros miembros del stable como el chivo expiatorio del grupo. La falta de respeto incluso se extendió a renombrarlo Nickel & Dime Volkoff (un juego de palabras entre «Nikolai» y nickle and dime, «moneda y céntimo»), y DiBiase obligándolo a colocar un «¢» en sus vestimenta donde una vez estuvo la hoz y martillo. El último combate de la WWF para Volkoff fue el 30 de diciembre de 1994 cuando derrotó al jobber Bob Starr en un house show. La última aparición de Volkoff fue en el show final de la WWF en el Boston Garden el 13 de mayo de 1995. Durante un combate entre Bam Bam Bigelow y Tatanka, Volkoff hizo una aparición para ahuyentar al mánager de Tatanka, Ted DiBiase. Después de esta última carrera en la WWF, Volkoff entró en un semirretiro.

### Semirretiro (1995-2018)
Volkoff hizo un breve cameo en un episodio de Shotgun Saturday Night en 1997 donde Todd Pettengill lo descubrió sin hogar durmiendo en una caja en las calles de la ciudad de Nueva York. También apareció en WrestleMania X-Seven en el Astrodome en Houston en la Gimmick battle royal que ganó The Iron Sheik. El 30 de noviembre de 2001 perdió ante King Kong Bundy en el evento AAWA en Jersey City, Nueva Jersey. El 3 de febrero de 2005, Volkoff fue anunciado como uno de los miembros del Salón de la Fama de la WWE para la clase de 2005. Fue incluido el 2 de abril de 2005 por Jim Ross en el Anfiteatro Universal de Los Ángeles. En 2006, Volkoff participó en el pago por evento de World Wrestling Legends, 6:05 The Reunion. Dirigido por The Iron Sheik, luchó un combate contra Duggan. Antes del combate, volvió a cantar el himno nacional de la Unión Soviética y enfureció a la multitud. Volkoff hizo su primera aparición en la televisión de la WWE en más de dos años en el episodio de Raw del 13 de agosto de 2007 como concursante de WWE Idol, una parodia de American Idol. Volkoff apareció junto a The Iron Sheik y Howard Finkel, aunque Volkoff fue el único que cantó. Volkoff cantó el himno nacional de la Unión Soviética, recibió abucheos de la multitud (a pesar de ser un face) y fue insultado por el juez William Regal, aunque los jueces Mick Foley y Maria elogiaron la actuación. En respuesta, Sheik, quien también fue insultado, lanzó una diatriba hasta que tanto él como Volkoff fueron escoltados fuera del edificio por seguridad.

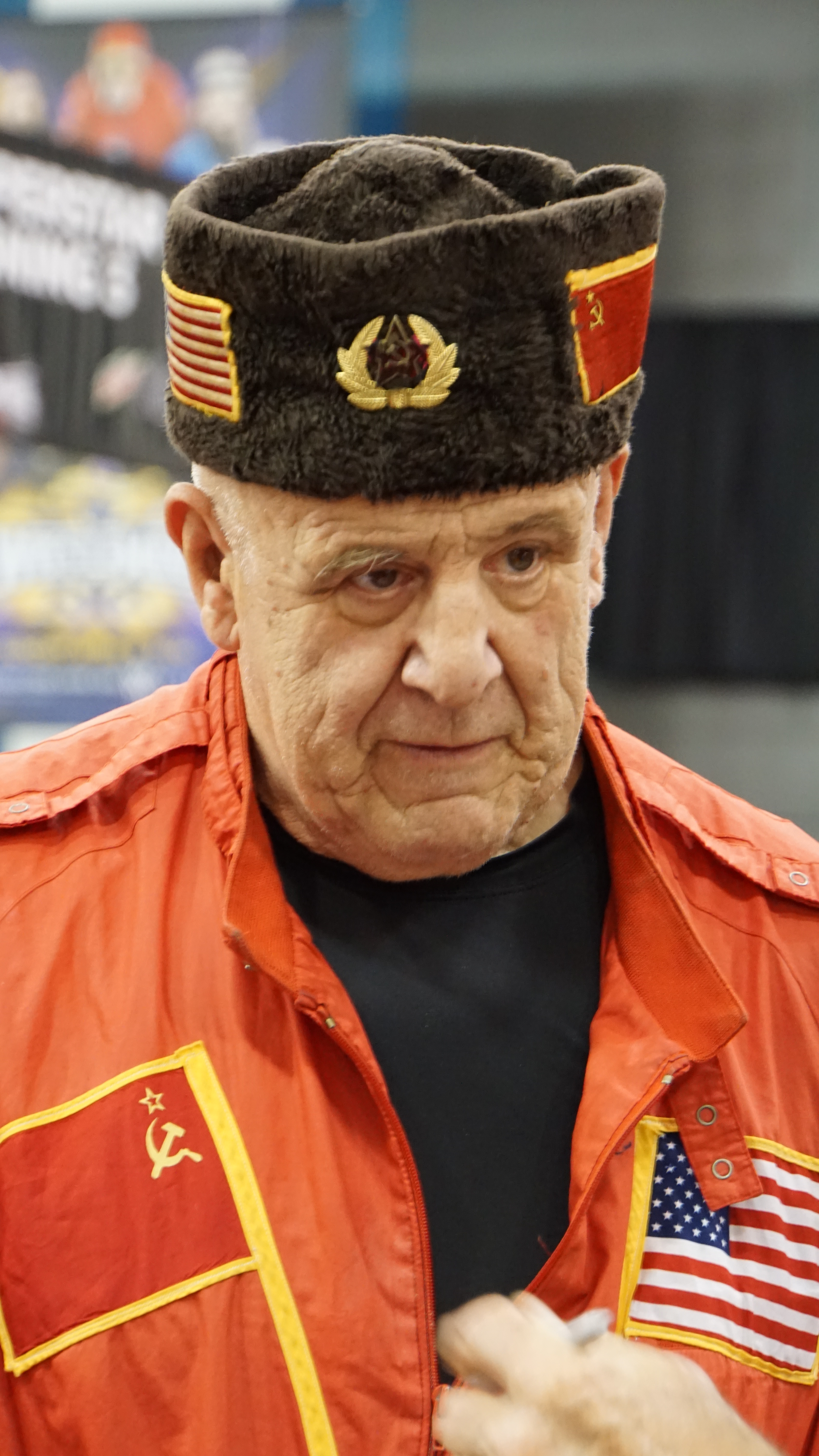
Volkoff en 2015.

La edición del 10 de marzo de 2008 de Raw, contó con revanchas de WrestleManias anteriores. The Iron Sheik apareció junto con Nikolai Volkoff para enfrentarse a The U.S. Express en una revancha del primer WrestleMania. Sin embargo, el combate nunca comenzó debido a que Jillian Hall salió a interrumpir el canto de Volkoff para poder cantar «Born in the U.S.A.» de Bruce Springsteen, que The U.S. Express usó como música de entrada al ring en 1984-85. En la edición del 15 de noviembre de 2010 de Raw, como parte del tema de la «vieja escuela», Volkoff apareció con The Iron Sheik, cantando el himno nacional soviético antes de ser interrumpido por Santino Marella y Vladimir Kozlov, el último de los cuales luego cantó un dueto con Volkoff del himno nacional soviético. Posteriormente, Volkoff trabajó para varias promociones independientes en América del Norte. Siguió siendo popular en el circuito de convenciones de autógrafos. En junio de 2013, lanzó el primer lanzamiento en un juego de béisbol de Bowie Baysox y cantó «God Bless America» después del lanzamiento. En octubre de 2013, cantó el himno nacional soviético en un espectáculo en Nueva Jersey, después de ser presentado por Howard Finkel.

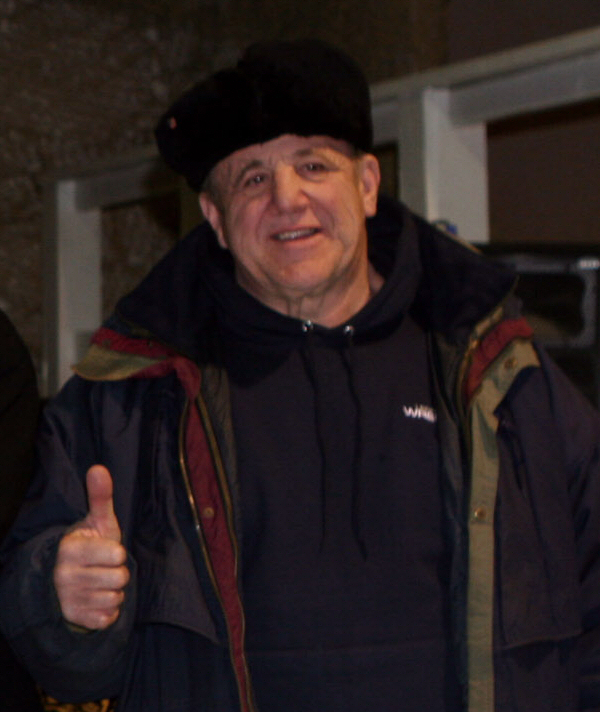
Volkoff en 2008.

Volkoff prestó su nombre para una novela de ficción llamada Only the Beginning, que se desarrolla en la década de 1980 y trata sobre la vida de una niña durante la escuela secundaria. Si bien el libro no está relacionado con la lucha libre, el autor Jason Strecker era un amigo personal de Volkoff y, en el prólogo, Volkoff responde a su amistad con el autor junto con el mensaje del libro de ser de carácter fuerte y hacer acciones positivas por los demás. El libro también tiene un prólogo de Jimmy Valiant. En el episodio del 6 de enero de 2014 de Raw, Volkoff se encontró con Big E Langston en su camino a un combate y le cantó el himno nacional soviético, al que Langston sonrió. Inmediatamente después, Langston pasó junto a otros miembros de The Million Dollar Corporation, Ted DiBiase e Irwin R. Schyster. En el segmento de Raw Fallout después de Raw del 8 de septiembre de 2014, Volkoff apareció detrás del escenario con Rusev y Lana y cantó el himno nacional soviético. El 28 de febrero de 2015, Volkoff apareció para la promoción Superstars of Wrestling en Bayville, Nueva Jersey, donde se asoció con la leyenda de la ECW, The Sandman, para enfrentarse a Kentucky Bred, en un 3-on-2 handicap match. Antes del combate, Volkoff y Sandman cantaron el himno nacional soviético y procedieron a beber cerveza juntos. El dúo derrotó con facilidad a Kentucky Bred y luego vertió cerveza sobre ellos. 
El 21 de marzo de 2015, Volkoff participó en un evento de SICW que tuvo lugar en East Carondelet. Volkoff dirigió y fue mentor del equipo de luchadores jóvenes Ricky Cruz y Red River Jack, mientras que también dirigió al luchador veterano «Cowboy» Bob Orton Jr. para enfrentarse al equipo de Chris Hargas, Bull Bronson y Attila Khan. Volkoff y Orton aparecieron con su atuendo y gimmick de sus días en la WWF. El equipo de Volkoff, Orton, Cruz y Jack salió victorioso. El 5 de marzo de 2016, Volkoff se presentó en Night of Legends en Billtown Wrestling en Williamsport, Pensilvania, cantó el himno nacional estadounidense y se asoció con Cash Money, quien se volvió contra él para darle la victoria a Koko B. Ware y Jim Neidhart. El 25 de junio de 2016 luchó en su último combate en Canadá, donde derrotó a Messiah por Great North Wrestling en Pembroke, Ontario. El 9 de junio de 2017, Volkoff luchó para H2O Wrestling: 1 Year Anniversary en Willamstown, Nueva Jersey donde derrotó a DJ Hyde. El 5 de mayo de 2018, a la edad de 70 años, Volkoff luchó en su último combate, haciendo equipo con Jim Duggan para derrotar al equipo de Mecha Mercenary y Nicky Benz en Battleground Championship Wrestling en Feasterville, Pensilvania.

## Vida personal

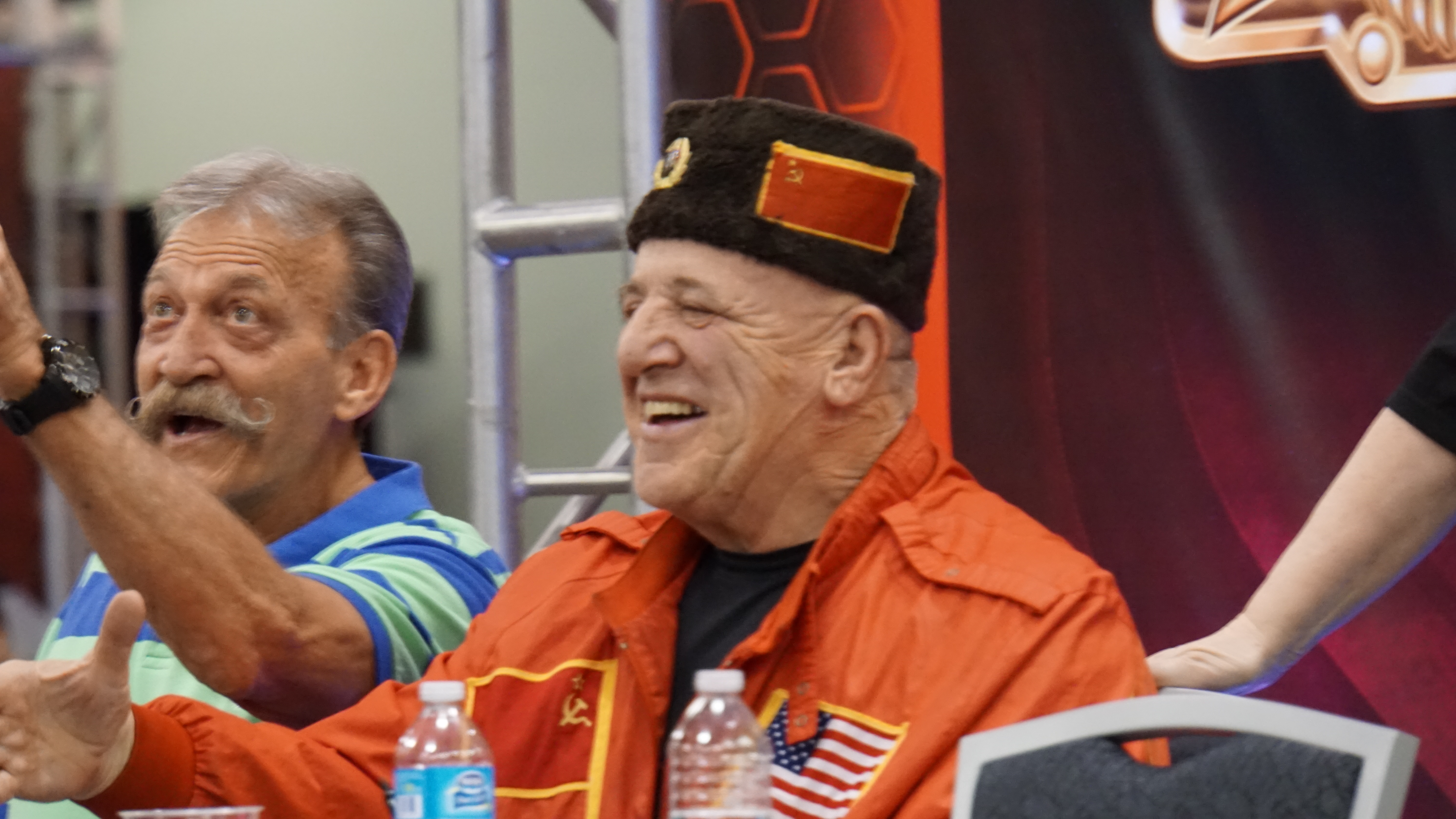
Volkoff (derecha) con Paul Orndorff.

Peruzović conoció a su esposa Lynn en 1970 y se convirtió en ciudadano estadounidense ese año. En la autobiografía de Freddie Blassie Listen, You Pencil Neck Geeks, describe a Peruzović como un «buen hombre de familia» que ayudó a Blassie a reconectarse con una hija de la que había estado alejado durante muchos años. En una entrevista de 2009 publicada por Pro Wrestling Diary en DVD, Peruzović habla de su historia con Freddie Blassie en profundidad, además de ayudar a Blassie a reconectarse con su hija.
Peruzović trabajó con los programas para niños de la Liga Atlética de la Policía del condado de Baltimore. Anteriormente trabajó como oficial de cumplimiento de códigos en el condado de Baltimore.

### Política
Peruzović se postuló sin éxito en las primarias republicanas de Maryland de 2006 para delegado de estado en el Distrito 7 (que representa partes de Baltimore y el condado de Harford). Votó por Donald Trump en las elecciones presidenciales de Estados Unidos de 2016.

## Muerte
Peruzović murió en su domicilio el 29 de julio de 2018, a la edad de 70 años, días después de ser dado de alta de un hospital de Maryland donde había sido tratado por deshidratación y otros problemas médicos.

## Campeonatos y logros
- Championship Wrestling from Florida
  - NWA Florida Tag Team Championship (1 vez) - con Ivan Koloff
- Georgia Championship Wrestling
  - NWA Georgia Heavyweight Championship (1 vez)[19]
- National Wrestling Federation
  - NWF World Tag Team Championship (1 vez) - con Geeto Mongol[20]
- Maryland Championship Wrestling
  - MCW Hall of Fame (Clase de 2009)[21]
- Mid-Atlantic Championship Wrestling
  - NWA Mid-Atlantic Tag Team Championship (1 vez) - con Chris Markoff[22]
- Mid-South Wrestling
  - Mid-South North American Championship (1 vez)
- New England Pro Wrestling Hall of Fame
  - Clase de 2013[23]
- North American Wrestling
  - NAW Heavyweight Championship (2 veces)[24]
- Northeast Championship Wrestling
  - NCW Heavyweight Championship (1 vez)[24]
- NWA Detroit
  - NWA World Tag Team Championship (Detroit version) (1 vez) - con Boris Volkoff[25]
- Pro Wrestling Illustrated
  - Situado en el puesto N.º 134 de los 500 mejores luchadores individuales en el PWI 500 en 1994[26]
  - Situado en el puesto N.º 136 de los 500 mejores luchadores individuales durante los "PWI Years" en 2003[27]
  - Situado en el puesto N.º 96 de los 100 mejores equipos de los "PWI Years" con The Iron Sheik en 2003[27]
- Universal Wrestling Association
  - UWA Heavyweight Championship (1 vez)[24]
- World Wide Wrestling Alliance
  - WWWA Heavyweight Championship (1 vez)[24]
- Summit Wrestling Association
  - SWA Heavyweight Championship (2 veces)
- World Wide Wrestling Federation/World Wrestling Federation/World Wrestling Entertainment
  - WWF Tag Team Championship (1 vez) - con The Iron Sheik[28]
  - WWWF International Tag Team Championship (3 times) - con Geeto Mongol (2) y Johnny De Fazio (1)[29]
  - WWE Hall of Fame (Clase de 2005)[30]
- World Wrestling Association
  - WWA Heavyweight Championship (1 vez)[24]
- Wrestling Observer Newsletter
  - Peor equipo (1988) - con Boris Zhukov

## Lectura adicional
- Grasso, John (2014). Historical Dictionary of Wrestling. Historical Dictionaries of Sports (en inglés). Lanham, Maryland: Scarecrow Press. p. 332. ISBN 978-0810879256.